# Harry Midgley
Henry Cassidy Midgley, connu sous le nom de Harry Midgley, né en 1893 et mort le 29 avril 1957, est un homme politique en Irlande du Nord.